# Agnieszka Skóra
Agnieszka Skóra – polska prawnik, doktor habilitowany nauk prawnych, profesor nadzwyczajny, Uniwersytetu Warmińsko-Mazurskiego w Olsztynie i innych uczelni, specjalistka w zakresie prawa administracyjnego.

## Życiorys
W 2000 na podstawie napisanej pod kierunkiem Eugeniusza Bojanowskiego rozprawy pt. Reformatio in peius w postępowaniu administracyjnym otrzymała na Wydziale Prawa i Administracji Uniwersytetu Gdańskiego stopień naukowy doktora nauk prawnych w zakresie prawa, specjalność: prawo administracyjne. Tam też na podstawie dorobku naukowego oraz rozprawy pt. Współuczestnictwo w postępowaniu administracyjnym uzyskała w 2010 stopień doktora habilitowanego nauk prawnych w zakresie prawa, specjalność: prawo administracyjne.
Była nauczycielem akademickim w Katedrze Prawa Administracyjnego Wydziału Prawa i Administracji Uniwersytetu Gdańskiego, w Gdańskiej Wyższej Szkole Administracji, Elbląskiej Uczelni Humanistyczno-Ekonomicznej. Zajmowała także stanowisko profesora nadzwyczajnego w Katedrze Prawa Administracyjnego Wydziału Prawa i Administracji Uniwersytetu Mikołaja Kopernika w Toruniu i pełniła w niej funkcję kierownika.
Została profesorem nadzwyczajnym i kierownikiem Katedry Postępowania Administracyjnego i Sądowoadministracyjnego Wydziału Prawa i Administracji Uniwersytetu Warmińsko-Mazurskiego w Olsztynie. Objęła także funkcję wykładowcy w Państwowej Wyższej Szkole Zawodowej w Elblągu (Instytut Ekonomiczny).
W 2018 w trakcie kryzysu wokół Sądu Najwyższego w Polsce zgłosiła swoją kandydaturę na sędziego Sądu Najwyższego.